# Marly (Moselle)
Marly (Duits: Marleien) is een gemeente in het Franse departement Moselle (regio Grand Est). Marly telde op 1 januari 2022 9.937 inwoners.

## Geschiedenis
De gemeente maakte deel uit van het kanton Verny in het arrondissement Metz-Campagne tot beide op 22 maart 2015 werden opgeheven. Marly werd opgenomen in het kanton Montigny-lès-Metz, dat onderdeel werd van het arrondissement Metz.

## Geografie
De oppervlakte van Marly bedroeg op 1 januari 2022 10,8 vierkante kilometer; de bevolkingsdichtheid was toen 920,1 inwoners per km².

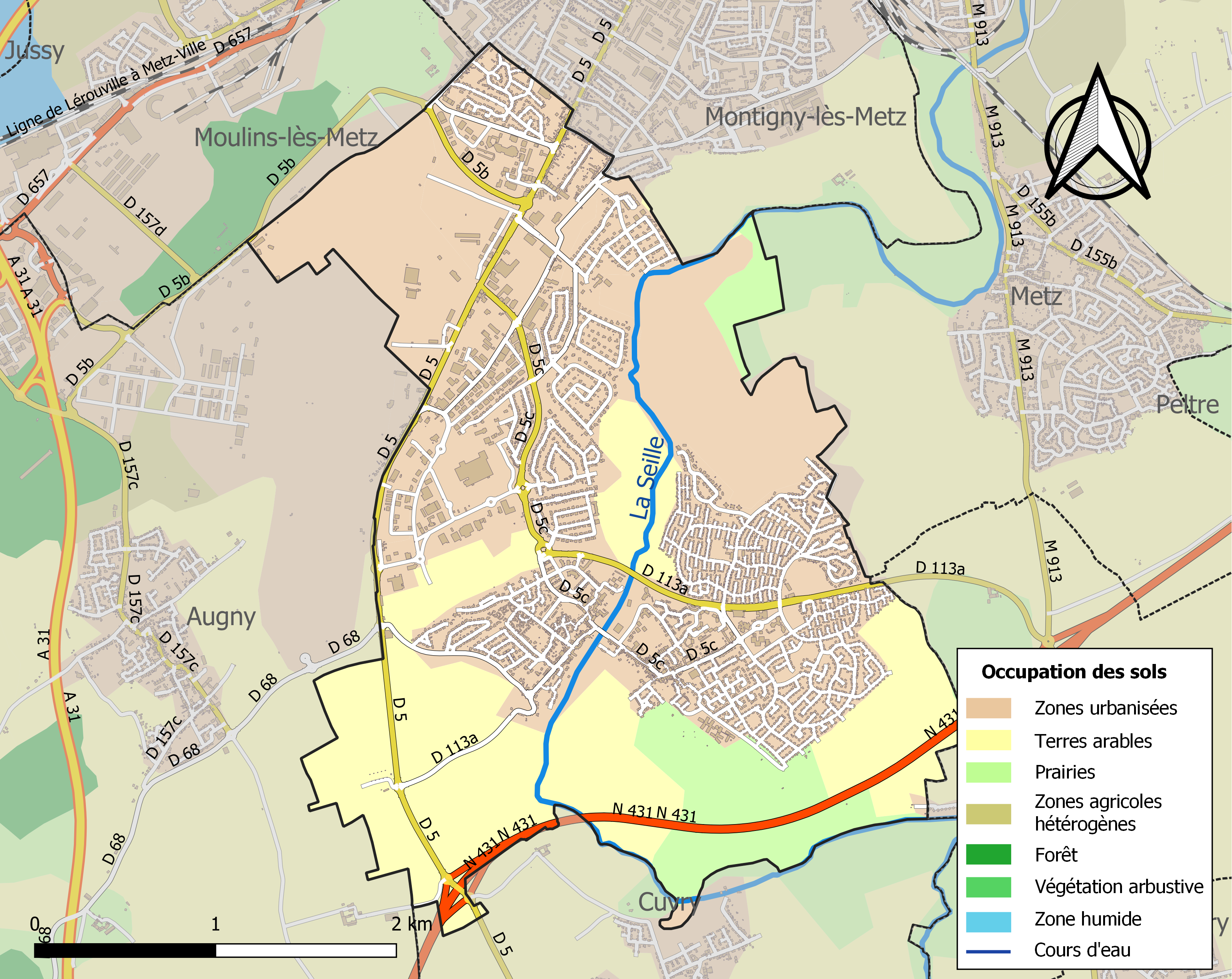
Kaart van de gemeente met de belangrijkste infrastructuur, bodemgebruik en omliggende gemeenten

## Demografie
Onderstaande figuur toont het verloop van het inwonertal (bron: INSEE-tellingen).